# Halecium wilsoni
Halecium wilsoni is een hydroïdpoliep uit de familie Haleciidae. De poliep komt uit het geslacht Halecium. Halecium wilsoni werd in 1899 voor het eerst wetenschappelijk beschreven door Calkins. 